# Цветовая агнозия
Цветовая агнозия (корковая ахроматопсия) — тип зрительных агностических расстройств, при котором утрачивается способность восприятия и использования цвета как одного из сложных свойств объекта. Больные с этим нарушением правильно различают отдельные цвета и правильно их называют, имеют сохранное цветоощущение, однако не могут соотнести цвет с определенным предметом. При данном расстройстве возникают трудности категоризации и сортировки цветов, связанные с тем, что у больных отсутствует обобщенное представление о цвете. В настоящее время это расстройство связывают также с проблемами извлечения цветовой информации.

## История изучения
Впервые пациента с нарушениями высшего уровня переработки цветовой информации, развившимися у него после инсульта, описал немецкий невролог М. Левандовски . Левандовски были отмечены такие симптомы, как неспособность раскрасить картинку, различить правильно и неправильно раскрашенные объекты, подобрать цвета для отсутствующего объекта. С тех пор данное расстройство было исследовано многими авторами, особое внимание уделялось различиям между цветовой слепотой, цветовой агнозией и цветовой афазией. Термин «цветовая агнозия» ввел Ситтиг .

## Симптомы
К симптомам данного расстройства можно отнести:
- Неспособность подобрать образец цвета в соответствие черно-белому изображению объекта, назвать предметы конкретного цвета
- Трудности при раскраске черно-белого изображения и при оценке того, насколько правильно раскрашен объект (например, красный огурец)
- Невозможность представить цвет отсутствующего предмета (так, больные не могут вспомнить, каков цвет апельсина, моркови, ёлки и т. д.)
- Трудности при сортировке предметов по цвету и образцов различных оттенков по группам оттенков того или иного цвета (например, оттенки синего)
- Нарушения распознания цвета в задачах на отделение сигнала от шума, выделение и распознание объектов на фоне шума или объектов с недостающими деталями

## Локализация
Цветовая агнозия возникает в большинстве случаев при поражениях левой затылочной доли, которые распространяются на височную или теменную долю. Известны случаи цветовой агнозии при билатеральных затылочных поражениях. Функциональные и локализационные исследования указывают на то, что в обработке цвета участвуют области V4, V8 зрительной коры и лингвальная извилина. Так, исследования одиночных нейронов показали возможную роль в развитии данного синдрома области V4, которая отвечает за восприятие цвета . В этой области находится множество клеток, чувствительных к форме и цвету зрительного стимула. Предполагается, что цветовые свойства стимула могут интегрироваться с системой, описывающей контуры и формы, и их связь при развитии цветовой агнозии может разрушаться. Однако неясно, в каких условиях поражения области V4 приводят к развитию зрительной предметной агнозии, а в каких — цветовой. Вероятно, цветовая агнозия возникает в случае распространения поражения с медиальной затылочно-височной области на различные участки височной и теменной долей, участвующих в процессе распознания зрительного стимула с опорой на свойства формы, контура и пространственных отношений, которые в отдельных специфических областях интегрируются с результатами переработки цветовой информации. Данное предположение требует дополнительных исследований.  В современных исследования сообщается о случаях скрытой переработки информации о цветах, когда испытуемые с цветовой агнозией успешно справлялись с задачами на неявное распознавание цветов. Это позволило авторам предположить, что цветовая агнозия возникает из-за отказа в доступе и извлечении хроматической информации. Данное исследование подтверждает участие множественных нейронных механизмов и различных нейроанатомических областей в процессах обработки цвета .

## Нарушения на семантическом уровне
- Цветовая аномия — расстройство семантического уровня, при котором нарушается способность называть цвета предметов, их частей и поверхностей. Оно характеризуется как нарушение определения вербального значения цвета. Впервые описано Вилбрандом.

- Цветовая афазия — неспособность указать на цвет по вербальной команде. При этом пациент часто в состоянии рассортировать оттенки цветов или подобрать цвет, соответствующий тому или иному объекту, но испытывает трудности при назывании цветов[7].

Часто эти расстройства наблюдаются у одних и тех же пациентов, но были описаны и случаи изолированного развития цветовой аномии или цветовой сенсорной афазии.